# セジョル駅
セジョル駅 （セジョルえき）は、大韓民国ソウル特別市恩平区にある、ソウル交通公社6号線の駅である。駅番号は616。
「新寺」の副駅名がある。

## 歴史
- 2000年12月15日 - ソウル特別市都市鉄道公社（当時）6号線の駅として開業。
- 2017年5月31日 - ソウル特別市都市鉄道公社とソウルメトロが統合され、ソウル交通公社の駅となる。

## 駅構造

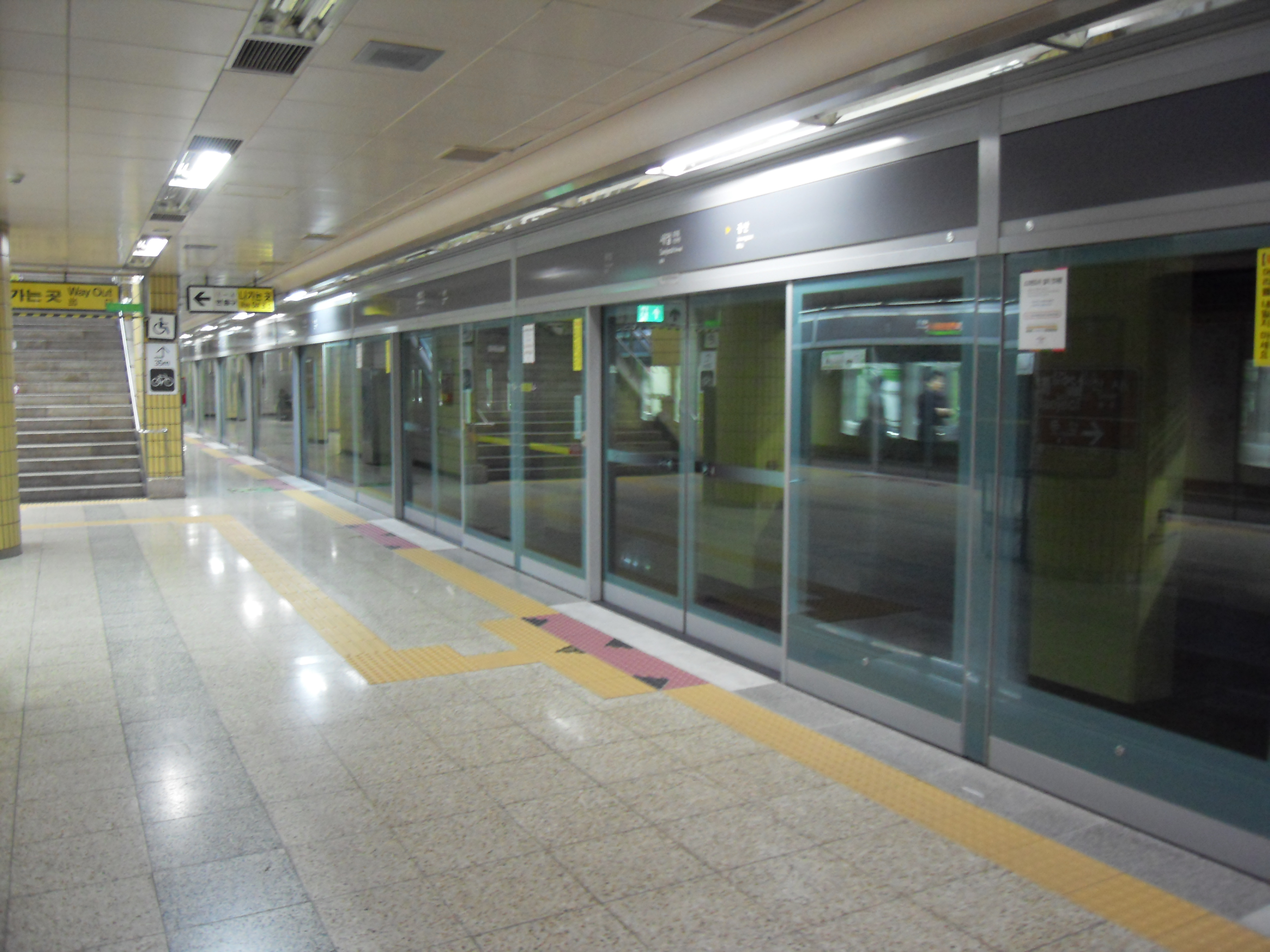
ホーム

島式・相対式ホーム2面3線の地下駅。

### のりば
案内上ののりば番号は設定されていない。
| 下り | 6号線 | DMC・三角地・新内方面 |
| 中線 | 6号線 | 到着用ホーム          |
| 上り | 6号線 | 鷹岩方面              |

## 利用状況
近年の一日平均利用人員推移は下記のとおり。なお、2000年は開業日の12月15日から12月31日までの17日間の平均である。
| 路線  | 路線     | 2000年 | 2001年 | 2002年 | 2003年 | 2004年 | 2005年 | 2006年 | 2007年 | 2008年 | 2009年 | 出典  |
| ----- | -------- | ------ | ------ | ------ | ------ | ------ | ------ | ------ | ------ | ------ | ------ | ----- |
| 6号線 | 乗車人員 | 4,652  | 7,310  | 9,318  | 10,476 | 11,475 | 11,858 | 12,204 | 12,339 | 12,214 | 11,872 | [ 1 ] |
| 6号線 | 降車人員 | 4,119  | 6,478  | 8,571  | 9,818  | 10,835 | 11,264 | 11,532 | 11,567 | 11,513 | 11,245 | [ 1 ] |
| 6号線 | 乗降人員 | 8,770  | 13,788 | 17,889 | 20,294 | 22,310 | 23,122 | 23,736 | 23,905 | 23,727 | 23,118 | [ 1 ] |
| 路線  | 路線     | 2010年 | 2011年 | 2012年 | 2013年 | 2014年 | 2015年 |        |        |        |        | [ 1 ] |
| 6号線 | 乗車人員 | 12,233 | 12,459 | 12,963 | 13,473 | 13,967 | 13,859 |        |        |        |        | [ 1 ] |
| 6号線 | 降車人員 | 11,493 | 11,733 | 12,239 | 12,708 | 13,226 | 13,159 |        |        |        |        | [ 1 ] |
| 6号線 | 乗降人員 | 23,725 | 24,192 | 25,202 | 26,181 | 27,193 | 27,018 |        |        |        |        | [ 1 ] |

## 駅周辺
- 仏光川（朝鮮語版） - 駅のすぐ東側を流れる。
- 新寺公園
- 上新中学校（朝鮮語版）
- 崇實高等学校（朝鮮語版）
- 冲岩高等学校（朝鮮語版）
- 延曙中学校（朝鮮語版）
- ソウル延恩初等学校（朝鮮語版）
- ソウル鷹岩初等学校（朝鮮語版）
- 明知専門大学（朝鮮語版）

## その他
計画段階での仮称は、副駅名にもなっている「新寺（シンサ）駅」だった。しかし、発音が新沙駅と同じになってしまうため、固有語に置き換えた「セジョル駅」へと変更されている。

## 隣の駅
ソウル交通公社
 6号線
鷹岩駅 (610) - セジョル駅 (616) - 繒山駅 (617)